# Red Pepper
Pour les articles homonymes, voir Red Pepper (homonymie).
Red Pepper est un magazine indépendant de langue anglaise qui se déclare « radicalement rouge et vert ». Il est basé au Royaume-Uni et fut pendant une grande partie de son histoire un mensuel ; c'est un bimensuel depuis 2007,,.

## Origines
Red Pepper en français : « poivron rouge » a été fondé par le Socialist Movement, un groupe indépendant de gauche né d'une série de grandes conférences organisées à Chesterfield entre 1987 et 1988, après la défaite de la grève des mineurs du milieu des années 1980. À l'automne 1991, le socialist movement créa un magazine de campagne électorale nommé Socialiste qui dura jusqu'en septembre 1992,.
Les partisans du mouvement étaient convaincus que la demande pour une publication régulière associant l'écologie et la gauche, indépendante de tout parti politique. Une campagne de levée de fonds fut lancée et réussit à récolter 135 000 livres, Red Pepper fut lancé comme mensuel en mai 1995.
Si sa première rédactrice en chef était Denise Searle, qui avait occupé le même poste à l'époque de Socialist, Red Pepper a été pendant l'essentiel de son histoire dirigé par la socialiste et féministe Hilary Wainwright, connue pour avoir co-écrit Beyond the Fragments. À partir de 2004, elle est devenue co-éditrice en tandem avec Oscar Reyes. Oscar se retira finalement en juillet 2009 et fut remplacé par James O'Nions et Michael Calderbank. L'équipe de rédaction collégiale s'étoffa en 2010 avec l'arrivée de  Emma Hughes et Sarah-Jayne Clifton. Sarah a quitta le magazine en 2013 pour être remplacé par Michelle Zellers. D'autres éminents journalistes furent impliqués à un moment ou à un autre, dont Nick Cohen, Gary Younge et Barbara Gunnell.
Le magazine affichait treize mille abonnements vendus en novembre 1995, contre seulement sept mille en 2004.

## Politique
La charte de la rédaction de Red Pepper affirme son engagement pour « l'Internationalisme ; la croissance durable et socialement utile, l'État-providence, la paix, l'auto-détermination et la démocratie ».
Cette charte définit Red Pepper comme « un magazine de rébellion politique et de dissidence. Influencé par le socialisme, le féminisme et l'écologisme, c'est une source pour tous ceux qui imaginent et œuvrent à créer un autre monde – un monde basé sur l'égalité, la solidarité et la démocratie ».
Ce magazine est inhabituel pour la gauche du Royaume-Uni, dans la mesure où il est indépendant de tout parti politique. Red Pepper a également collaboré à Eurotopia, un réseau européen de magazines de gauche et progressiste qui publie un supplément multilingue. Le magazine se considère lui-même comme étroitement aligné avec le global justice movement et a pris part à l'organisation du forum social européen.